# Саманта Райлі
Саманта Райлі (англ. Samantha Riley, 13 листопада 1972) — австралійська плавчиня.
Призерка Олімпійських Ігор 1992, 1996 років.
Чемпіонка світу з водних видів спорту 1994 року.
Чемпіонка світу з плавання на короткій воді 1995 року, призерка 1993, 1999 років.
Переможниця Пантихоокеанського чемпіонату з плавання 1995, 1997 років, призерка 1991, 1993 років.
Переможниця Ігор Співдружності 1994, 1998 років.